# Eugenio Marinelli
Eugenio Nicola Marinelli (Roma, 10 gennaio 1955) è un doppiatore, direttore del doppiaggio e dialoghista italiano.

## Biografia
Tra gli attori da lui doppiati, John Goodman in Barton Fink - È successo a Hollywood, Gene Wilder in La signora in rosso, Tony Shalhoub in Paulie - Il pappagallo che parlava troppo e nella serie tv Detective Monk, Ving Rhames in Pulp Fiction e Tom Savini in Dal tramonto all'alba. Inoltre ha doppiato il personaggio di Hercule Poirot (interpretato dall'attore inglese David Suchet) in tutte le stagioni a partire dalla seconda del serial televisivo Poirot, prodotto in Gran Bretagna dal 1989 al 2013; nella prima stagione il personaggio aveva la voce di Ambrogio Colombo, anche se in seguito è stata ridoppiata da Marinelli.
Capace di parlare uno spagnolo fluente, è spesso chiamato a doppiare attori di origine ispanica o sudamericana, ed ha anche partecipato come attore alla telenovela argentina Milagros, nella versione italiana della quale è stato però doppiato da Romano Malaspina. Per la Disney ha doppiato il personaggio di Pico De Paperis dal 1990 al 1997.

## Vita privata
Fratello minore dell'attrice e doppiatrice Sonia Scotti, è il padre dell'attore Luca; ha inoltre due figlie, Giorgia e Francesca.

## Filmografia parziale

### Cinema
- I giudici (Excellent Cadavers), regia di Ricky Tognazzi (1999)
- Notti magiche, regia di Paolo Virzì (2018)

### Televisione
- Milagros (1994)
- R.I.S. 4 - Delitti imperfetti, regia di Pier Belloni – serie TV, episodio 7 (2008)

## Doppiaggio

### Film
- Miguel Sandoval in Jurassic Park, Sotto il segno del pericolo, Get Shorty
- Jim Broadbent in Il diario di Bridget Jones, Che pasticcio, Bridget Jones!, Bridget Jones - Un amore di ragazzo
- Malcolm Storry in La lettera scarlatta
- Giovanni Trevisanello in Olé
- Paul Rodriguez in Beverly Hills Chihuahua
- Mandy Patinkin in La storia fantastica
- Richard Chaves in Predator
- Ice-T in New Jack City
- Jack McGee in Miracolo nella 34ª strada
- David Hemmings in Il gladiatore
- Ron Silver in Il mistero Von Bulow
- Kevin Conway in Imbattibile
- Ciarán Hinds in Era mio padre
- Gene Pyrz in Cinderella Man - Una ragione per lottare
- Richard Jordan in Caccia a Ottobre Rosso
- Frederic Forrest in Un giorno di ordinaria follia
- Clancy Brown in Le ali della libertà
- Brian Cox in X-Men 2
- Robbie Coltrane in Van Helsing
- Nicol Williamson in Spawn
- Ving Rhames in Pulp Fiction
- Tony Shalhoub in Paulie - Il pappagallo che parlava troppo
- Terrence Howard in Four Brothers - Quattro fratelli
- William H. Macy in L'isola dell'ingiustizia - Alcatraz
- Mitchell Mullen in Un'ottima annata - A Good Year
- Jon Polito in Il corvo - The Crow
- Oscar Torre in Una notte da leoni 3
- John C. Reilly in The River Wild - Il fiume della paura
- Bernard Hill in Wimbledon
- Jude Ciccolella in Abbasso l'amore
- Tom Savini in Noi siamo infinito
- Gerard Plunkett in 8 amici da salvare
- Jean Reno in French Kiss
- Kenneth Danziger in L'amore non va in vacanza
- Gerard Horan in Amata immortale
- Steven Williams in Una moglie per papà
- Liam Carney in Le ceneri di Angela
- Damián Alcázar in Blue Beetle
- Gene Wilder in La signora in rosso
- Ray Bolger in Il mago di Oz (ridoppiaggio 1982)
- Christopher McDonald in Thelma & Louise

### Serie televisive
- David Suchet in Poirot, Doctor Who
- James McDaniel in NYPD - New York Police Department
- Tony Shalhoub in Detective Monk e Mr. Monk's Last Case: A Monk Movie
- Anthony Laciura in Boardwalk Empire - L'impero del crimine
- Edward Herrmann in Una mamma per amica
- Miguel Sandoval in Station 19
- Mark Metcalf in Buffy l'ammazzavampiri
- Robert Gossett in Major Crimes
- Rubén Blades in Fear the Walking Dead (st. 6-8)

### Soap opera e telenovelas
- Olaf Rauschenbach in La strada per la felicità
- Mauricio Dayub in Incorreggibili
- Arsenio Campos in Cuore selvaggio
- Mario Pasik in La forza dell'amore
- Fernando Ortega in Capriccio e passione
- Henri Pagnoncelli in Giungla di cemento
- José Wilker in Happy End
- Müfit Kayacan in Love 101

### Film d'animazione
- Ramon in Cars - Motori ruggenti, Cars 2, Cars 3
- Manny in Piovono polpette, Piovono polpette 2 - La rivincita degli avanzi
- Linnux in Rock Dog, Rock Dog 2
- Papà di Samson in Uno zoo in fuga
- Jake in Spirit - Cavallo selvaggio
- Trev in Happy Feet
- Mr. Hyde in Van Helsing - La missione londinese
- Preside Segugio in Chicken Little - Amici per le penne
- Comandante ne Il gatto con gli stivali
- Baltazar in Capitan Sciabola e il diamante magico
- Peterzen in Pompo, la cinefila
- Masego in Mufasa - Il re leone

### Serie animate
- Sagoyo in The Monkey
- Homer e IQ-9 in Star Blazers
- Paul (2ª voce) ne Il fantastico mondo di Paul
- Violator/Clown in Spawn
- Gosho e Clayton in Altair fra le stelle
- Slowcoch e voce narrante in Bill e Ben
- Pinco in Il circo di Jojo
- Lady Elza in Super Drags
- Kojiro in Mechander Robo
- Goro Shigoron in Ginguiser
- Ringo Starr in The Beatles
- Tobol in Gli gnomi delle montagne
- Julio "Don" Jalapeño in Victor e Valentino

### Videogiochi
- Ramone in Disney Infinity (2013)[2]